# سيتينغراد
سيتينغراد هي بلدية في مقاطعة كارلوفاتش، كرواتيا بالقرب من حدود كرواتيا مع البوسنة. يبلغ عدد سكان القرية 319 نسمة، بينما يبلغ إجمالي عدد سكان البلدية 2,027 نسمة (إحصائية 2011). البلدية جزء من كوردون، سيتينجراد هي بلدية تم تصنيفها إحصائيًا على أنها منطقة الفئة الأولى ذات الاهتمام الخاص للدولة من قبل الحكومة الكرواتية.

## القطاع الإدراي
سيتينجراد هي اليوم بلدية وجزء من مقاطعة كارلوفاتش في كرواتيا.
وفقًا للمنظمة الكاثوليكية الرومانية، فإن أبرشية سيتينجراد هي جزء من عمادة سلوني، جنبًا إلى جنب مع سلوني، وبلاغاي، وتسفيتوفيتش، ولاشيفاتس، وراكوفيتشا، ودريجنيك، وفاجاناك، وزافالي، وكورينيكا، وبليتفيتش.

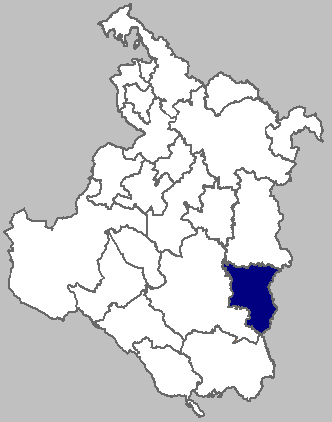
صورة لبلدية سيتينغراد ضمن مقاطعة كارلوفاتش

## التركيبة السكانية
وفقا لتعداد عام 2011، فإن بلدية سيتينجراد لديها التقسيم العرقي التالي:

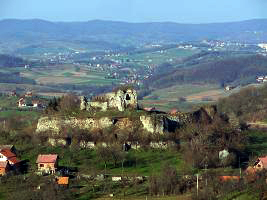
قلعة سيتين مع قرية سيتينجراد في الخلفية

| المجموعة العرقية | رقم   | نسبة مئوية |
| ---------------- | ----- | ---------- |
| الكروات          | 1,510 | 74.5%      |
| البوشناق         | 314   | 15.5%      |
| الصرب            | 101   | 5.0%       |

## الثقافة
سيتينغراد هي موطن لنصب تذكاري للجنود الكرواتيين من حرب الاستقلال الكرواتية. تحتفل القرية بيوم 7 أغسطس باعتباره اليوم البلدي لها لإحياء ذكرى تحريرها من جمهورية كرايينا الصربية المتمردة في ذلك اليوم من عام 1995.

## ملحوظات
1. ↑  Register of spatial units of the State Geodetic Administration of the Republic of Croatia. QID:Q119585703.
2. ↑  قالب:Croatian Census 2021
3. ↑  List of Croatian settlements and delivery post offices، 3 يناير 2022، QID:Q125763583
4. ↑  GeoNames (بالإنجليزية), 2005, QID:Q830106
5. ↑  "Population by Age and Sex, by Settlements, 2011 Census: سيتينغراد". Census of Population, Households and Dwellings 2011. Zagreb: مكتب الإحصاء الكرواتي. ديسمبر 2012.
6. ↑  Lovrinčević، Željko؛ Davor، Mikulić؛ Budak، Jelena (يونيو 2004). "AREAS OF SPECIAL STATE CONCERN IN CROATIA- REGIONAL DEVELOPMENT DIFFERENCES AND THE DEMOGRAPHIC AND EDUCATIONAL CHARACTERISTICS". Ekonomski pregled, Vol.55 No.5-6. مؤرشف من الأصل في 2018-08-18. اطلع عليه بتاريخ 2018-08-25.
7. ↑  "Slunjski dekanat - župe". gospicko-senjska-biskupija.hr (بالكرواتية). Archived from the original on 2017-09-13. Retrieved 2017-09-17.
8. ↑  "Population by Ethnicity, by Towns/Municipalities, 2011 Census: County of Karlovac". Census of Population, Households and Dwellings 2011. Zagreb: مكتب الإحصاء الكرواتي. ديسمبر 2012.
9. ↑  "Cetingrad ljepši nego prije Domovinskog rata". مؤرشف من الأصل في 2011-07-21. اطلع عليه بتاريخ 2008-11-27.
10. ↑  Cetingrad نسخة محفوظة 2016-03-03 على موقع واي باك مشين.